# Affidavit
Negli ordinamenti di common law, l'istituto giuridico dell'affidavit (voce derivante dal verbo latino medievale affidare, alla terza pers. sing. del perfetto indic., col significato di "diede affidamento/fede, giurò, testimoniò sotto giuramento") è un atto o documento giurato, asseverato da un pubblico ufficiale preposto, avente valore di prova in tribunale. 
Consiste nella dichiarazione scritta, resa volontariamente da un soggetto (detto affiant o deponent) riguardo a fatti giuridici di cui è a personale conoscenza per osservazione o esperienza diretta, confermata da giuramento (oath) o da affermazione solenne (entrambi legalmente vincolanti e con lo scopo di rafforzare la veridicità di quanto dichiarato), emessi innanzi a un’autorità giudiziaria o amministrativa specificamente deputata a riceverli e autenticarli. Questi può essere un notary public (figura diversa dal notaio dei paesi di civil law, il cosiddetto "notaio latino"), un giudice di pace o un commissioner for oaths (letteralmente "commissario per i giuramenti"), che è un soggetto in possesso della patente per l'esercizio della funzione di amministratore dei giuramenti (solitamente, ma non necessariamente, un avvocato solicitor). 
L'affidavit trova applicazione perlopiù nel processo civile, ma è utilizzabile anche in quello penale.
La sua peculiare caratteristica è l'avere efficacia probatoria durante i procedimenti giudiziari; vale cioè come testimonianza giurata dell'affiant/deponent. Questo lo distingue dalla statutory declaration, una dichiarazione legale molto simile all'affidavit, ma non soggetta a giuramento e utilizzata solo in ambiti extragiudiziali.
Negli ordinamenti di civil law, funzione analoga a quella dell'affidavit è svolta dall'"atto notorio/di notorietà", detto anche "dichiarazione/attestazione giurata" (per l'ordinamento italiano, vedi l'articolo 47 del D.P.R. 28 dicembre 2000 n. 445).